# Karen Marie Moning
Œuvres principales
- Série Les Highlanders
- Série Les Chroniques de MacKayla Lane

Karen Marie Moning, née le 1er novembre 1964 à Cincinnati en Ohio, est une romancière américaine, spécialisée dans les romances paranormales et dans la fantasy urbaine. Elle est l'auteur de trois séries de romans, Les Highlanders, Les Chroniques de MacKayla Lane et Les Chroniques de Dany Mega O'Malley qui traitent toutes de personnages dotés de pouvoirs extraordinaires (immortels, fées, druides, guerriers Highlanders).

## Biographie
Karen Marie Moning est diplômée en droit. Avant de devenir écrivain à plein temps, elle a travaillé en tant que barmaid, consultante en informatique puis courtière en assurances.
Elle a commencé sa carrière d'écrivain de romans fantastiques en Écosse. Au cours de l'écriture de la série Highlander, elle a été de plus en plus fascinée par la mythologie celtique (en particulier par les légendes sur les Fae, ou Petit peuple). Avec sa série Les Chroniques de MacKayla Lane, elle est donc passée à la fantasy urbaine et s'est concentrée sur le Tuatha Dé Danann - une ancienne race d'êtres immortels qui auraient vécu secrètement parmi les humains depuis des millénaires.
Elle partage son temps entre les montagnes de la Géorgie et les plages de la Floride.

## Œuvres

### SérieLes Highlanders
1. La Malédiction de l'elfe noir, J'ai lu, coll. « Crépuscule », 2011 ((en) Beyond the Highland Mist, 1999)
2. La Rédemption du berserker, J'ai lu, coll. « Crépuscule », 2012 ((en) To Tame a Highland Warrior, 1999)
3. La Tentation de l'immortel, J'ai lu, coll. « Crépuscule », 2012 ((en) The Highlander's Touch, 2000)
4. Une passion hors du temps, J'ai lu, coll. « Aventures et Passions », 2003 ((en) Kiss of the Highlander, 2001)Il s'agit d'un roman de type « Time travel » : Karen Marie Moning utilise le voyage dans le temps pour mélanger une romance historique avec une romance contemporaine
5. Le Pacte de McKeltar, J'ai lu, coll. « Amour et Mystère », 2005 ((en) The Dark Highlander, 2002)
6. La Punition d'Adam Black, J'ai lu, coll. « Amour et Mystère », 2005 ((en) The Immortal Highlander, 2004)
7. La Vengeance de McKeltar, J'ai lu, coll. « Mondes Mystérieux », 2007 ((en) Spell of the Highlander, 2005)
8. Aux portes du songe, J'ai lu, 2013 ((en) Into the Dreaming, 2006)

### SérieThe Watch Hill
1. (en) The House at Watch Hill, 2024

### UniversFièvre

#### SérieLes Chroniques de MacKayla Lane
1. Fièvre noire, J'ai lu, 2009 ((en) Darkfever, 2006)
2. Fièvre rouge, J'ai lu, 2009 ((en) Bloodfever, 2007)
3. Fièvre faë, J'ai lu, 2010 ((en) Faefever, 2008)
4. Fièvre fatale, J'ai lu, 2010 ((en) Dreamfever, 2010)
5. Fièvre d'ombres, J'ai lu, 2012 ((en) Shadowfever, 2011)

Roman graphique adapté par David Lawrence et illustré par Al Rio :
- Fièvre de lune, J'ai lu, 2014 ((en) Fever Moon, 2012)

#### SérieLes Chroniques de Dani Mega O'Malley
1. Iced, J'ai lu, 2013 ((en) Iced, 2012)
2. Burned, J'ai lu, 2016 ((en) Burned, 2015)
3. Fièvre née, J'ai lu, 2017 ((en) Feverborn, 2016)
4. Fièvre enchantée, J'ai lu, 2019 ((en) Feversong, 2017)
5. Fièvre électrique, Mxm Bookmark, coll. « Urban Fantasy », 2023 ((en) High Voltage, 2018)

#### SérieFever World
1. Un royaume d'ombre et de lumière, Mxm Bookmark, coll. « Urban Fantasy », 2024 ((en) Kingdom of Shadow and Light, 2021)

## Prix et récompenses

### RITA Awards (Romance Writers of America)

#### Nominations
- Meilleure romance paranormale de l'année pour La Malédiction de l'elfe noir en 2000[1]
- Meilleur premier livre pour La Malédiction de l'elfe noir en 2000[2]

#### Récompenses
- Meilleure romance paranormale de l'année pour La Tentation de l'immortel en 2001[3]